# Hors de combat
Hors de combat ist ein international üblicher französischsprachiger Begriff aus dem diplomatischen, militärischen und juristischen Sprachgebrauch, der wörtlich übersetzt „kampfunfähig“ oder „außer Gefecht (gesetzt)“ bzw. Kampfunfähigkeit bedeutet. Er bezeichnet den Status von Soldaten, die im Rahmen von militärischen Auseinandersetzungen entweder aufgrund von Krankheit beziehungsweise Verwundung oder durch Gefangennahme nicht mehr an den Kampfhandlungen teilnehmen. Die sprachliche Verwendung erfolgt als Attribut, beispielsweise in der Form „Dieser Soldat ist hors de combat“. Betroffene Soldaten sind durch die Genfer Konventionen von 1949 und ihre Zusatzprotokolle von 1977 besonders geschützt, insbesondere vor allen Handlungen, die sich gegen ihr Leben, ihre Gesundheit und körperliche Unversehrtheit, ihre Ehre sowie ihre religiösen oder sonstigen Überzeugungen richten. Dieser Grundsatz der unbedingten Verschonung von sich ergebenden, gefangengenommenen und verwundeten Soldaten ist eines der ältesten Prinzipien des humanitären Völkerrechts und gilt als Völkergewohnheitsrecht.
Nach Artikel 41 des Zusatzprotokollen von 1977 zu den Genfer Konventionen gilt als „außer Gefecht befindlich“, „wer sich in der Gewalt einer gegnerischen Partei befindet“, „wer unmissverständlich seine Absicht bekundet, sich zu ergeben“ oder „wer bewusstlos oder anderweitig durch Verwundung oder Krankheit kampfunfähig und daher nicht in der Lage ist, sich zu verteidigen“. In allen drei Fällen muss die Person „jede feindselige Handlung“ unterlassen und nicht zu entkommen versuchen, um den Schutzstatus hors de combat nicht zu verlieren. Die Zuschreibung des Status hors de combat für Insassen von Luftfahrzeugen, die mit einem Fallschirm aus einem Luftfahrzeug in Not abspringen, ist in Artikel 42 der Zusatzprotokolle explizit vorgeschrieben, solange sich die Betroffenen noch in der Luft befinden. Luftlandetruppen sind von diesem Schutz ausgenommen. Die Anwendung des Status hors de combat auf abspringendes Flugpersonal war während der Ausarbeitung der Zusatzprotokolle umstritten, da der Absprung über eigenem Gebiet von einer Reihe der verhandelnden Parteien als Fluchtversuch und damit als Ausschlussgrund nach Artikel 41 gesehen wurde.